# Marx Dormoy (stanice metra v Paříži)
Marx Dormoy je nepřestupní stanice pařížského metra na lince 12 v 18. obvodu v Paříži. Nachází se na křižovatce ulic Rue de la Chapelle, Rue Marx-Dormoy, Rue Philippe-de-Girarde, Rue Riquet a Rue Ordener.

## Historie
Stanice byla otevřena 23. srpna 1916 při prodloužení tehdejší linky A ze stanice Jules Joffrin do Porte de la Chapelle. V roce 1930 převzala dráhu od Compagnie Nord-Sud společnost Compagnie du Métropolitain de Paris a linka A obdržela pořadové číslo 12.

## Název
Původní jméno stanice znělo Torcy podle nedaleké ulice Rue de Torcy. Markýz Jean-Baptiste Colbert de Torcy (1665-1746) byl státní tajemník pro zahraniční záležitosti. 11. května 1946 byla stanice přejmenována na současný název. Marx Dormoy (1888-1941) byl socialistický starosta města Montluçon, poslanec a posléze senátor, v letech 1937-1938 byl ministrem vnitra. Byl zavražděn.

## Vstupy
Stanice má vchod na Rue de la Chapelle.